# Anthony Katagas
Anthony Katagas, de son vrai nom Anthony George Katagas, est un producteur de cinéma américain d'origine grecque, né en 1971 à East Williston (État de New York).

## Biographie
Après des études à la Wheatley School (en) d'East Williston, il entre à la Western New England University (en) à Springfield (Massachusetts), d'où il sort en 1992 avec une licence en science politique,.
Il déménage avec des amis à Manhattan en 1993, puis à Greenwich Village. Il s'inscrit à des cours pour adultes à l'université de New York, où il étudie la comédie, l'écriture de scénario et la photographie, et se rend compte qu'il est alors dans son élément.
En 1999, il crée avec Callum Greene sa propre société de production, Keep Your Head Productions.

## Filmographie
- 2024 : Mr. et Mrs. Smith (Mr. & Mrs. Smith) (série TV)
- 2022 : Amsterdam de David O. Russell
- 2022 : Eaux profondes (Deep Water) d'Adrian Lyne
- 2019 : Ad Astra de James Gray
- 2016 : Nerve de Henry Joost et Ariel Schulman
- 2015 : Jet Lag (Unfinished Business) de Ken Scott
- 2015 : True Story de Rupert Goold
- 2014 : Anarchy: Ride or Die (Cymbeline) de Michael Almereyda
- 2013 : Twelve Years a Slave de Steve McQueen
- 2013 : The Immigrant de James Gray
- 2013 : Un grand mariage de Justin Zackham
- 2012 : Cogan : Killing Them Softly d'Andrew Dominik
- 2011 : Identité secrète de John Singleton
- 2010 : Les Trois Prochains Jours de Paul Haggis
- 2010 : My Soul to Take de Wes Craven
- 2009 : Où sont passés les Morgan ? de Marc Lawrence
- 2008 : Two Lovers de James Gray
- 2008 : Papa, la fac et moi de Roger Kumble
- 2008 : Un mari de trop de Griffin Dunne
- 2007 : La Vie devant ses yeux de Vadim Perelman
- 2007 : La nuit nous appartient de James Gray
- 2007 : Blackbird d'Adam Rapp
- 2006 : Son ex et moi de Jesse Peretz
- 2006 : Faussaire de Lasse Hallström
- 2005 : Petites Confidences (à ma psy) de Ben Younger
- 2005 : Winter Passing d'Adam Rapp
- 2004 : Chrystal (en) de Ray McKinnon
- 2004 : Second Best de Chris Menges
- 2004 : Homework de Kevin Asher Green
- 2002 : Happy Here and Now de Michael Almereyda
- 2001 : The Next Big Thing (en) de P.J. Posner
- 2001 : Taxis pour cible de Lee Davis
- 2000 : In the Weeds de Michael Rauch
- 2025 : Good Fortune d'Aziz Ansari

## Distinctions
- Oscars 2014 : Oscar du meilleur film pour Twelve Years a Slave, conjointement avec Brad Pitt, Dede Gardner, Steve McQueen, Jeremy Kleiner
- BAFTA 2014 : BAFA du meilleur film pour Twelve Years a Slave, conjointement avec Brad Pitt, Dede Gardner, Steve McQueen, Jeremy Kleiner